# Isadora (film)
Isadora – brytyjsko-francuski dramat biograficzny z 1968 roku w reżyserii Karela Reisza. Historia życia słynnej amerykańskiej tancerki baletowej pochodzenia irlandzkiego, Isadory Duncan.
Scenariusz powstał na podstawie książki biograficznej Isadora Duncan: an Intimate Portrait Sewilli Stokes oraz autobiografii Isadory pt. My Life.

## Obsada
- Vanessa Redgrave – Isadora Duncan
- Jason Robards – Paris Singer
- James Fox – Gordon Craig
- Libby Glenn – Elizabeth Duncan
- Cynthia Harris – Mary Desti
- Bessie Love – Pani Duncan
- John Fraser – Roger
- Zvonimir Crnko – Sergei Essenin
- Ronnie Gilbert – Panna Chase
- Nicholas Pennell – Bedford
- John Quentin – Pim
- Wallas Eaton – Łucznik
- Tony Vogel – Raymond Duncan

## Produkcja
Zdjęcia kręcono w Anglii (Londyn, posiadłość Oldway Mansion w hrabstwie Devon) oraz w Chorwacji (Rijeka, Opatija, Mošćenička Draga, Stadion Maksimir w Zagrzebiu).

## Nagrody i nominacje
22. MFF w Cannes
- Złota Palma dla najlepszej aktorki – Vanessa Redgrave

Oscary 1968
- Najlepsza aktorka - Vanessa Redgrave (nominacja)

Złote Globy 1968
- Najlepsza aktorka w filmie dramatycznym – Vanessa Redgrave (nominacja)

Nagrody BAFTA 1969
- Najlepsze kostiumy - Ruth Myers (nominacja)
- Najlepszy dźwięk - Terry Rawlings (nominacja)